# Wilhelm Otto (Politiker)

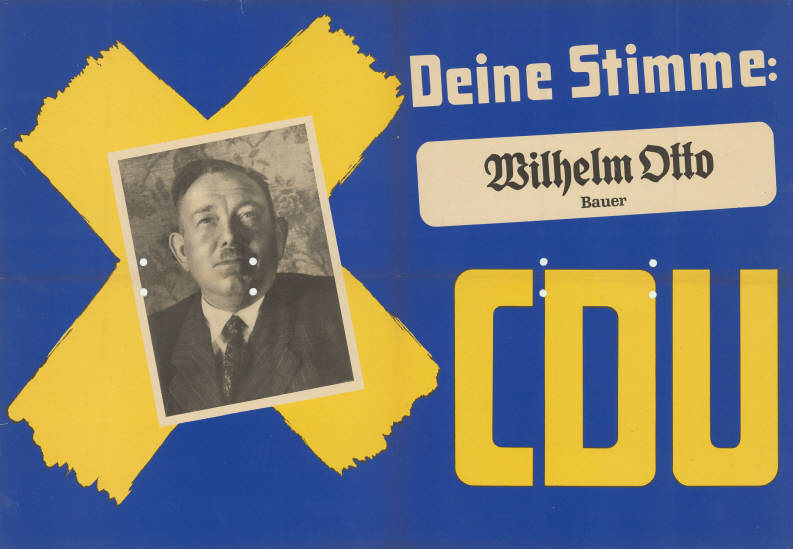
Wilhelm Otto auf einem Landtagswahlplakat 1950

Wilhelm Otto (* 15. Juni 1898 in Erlinghausen; † 14. Mai 1956) war ein deutscher Politiker und Landtagsabgeordneter (CDU).

## Leben und Beruf
Nach dem Besuch der Volksschule und der Landwirtschaftsschule war er als Landwirt tätig.
1946 wurde er Mitglied der CDU und war in zahlreichen Parteigremien vertreten.

## Abgeordneter
Vom 5. Juli 1950 bis zu seinem Tod am 14. Mai 1956 war Otto Mitglied des Landtags des Landes Nordrhein-Westfalen. Er wurde jeweils im Wahlkreis 131 Brilon direkt gewählt.
Er war von 1946 bis 1950 Mitglied des Rates der Gemeinde Erlinghausen. Dem Kreistag des Landkreises Brilon gehörte er ab 1946 an.